# International Broadcast Center

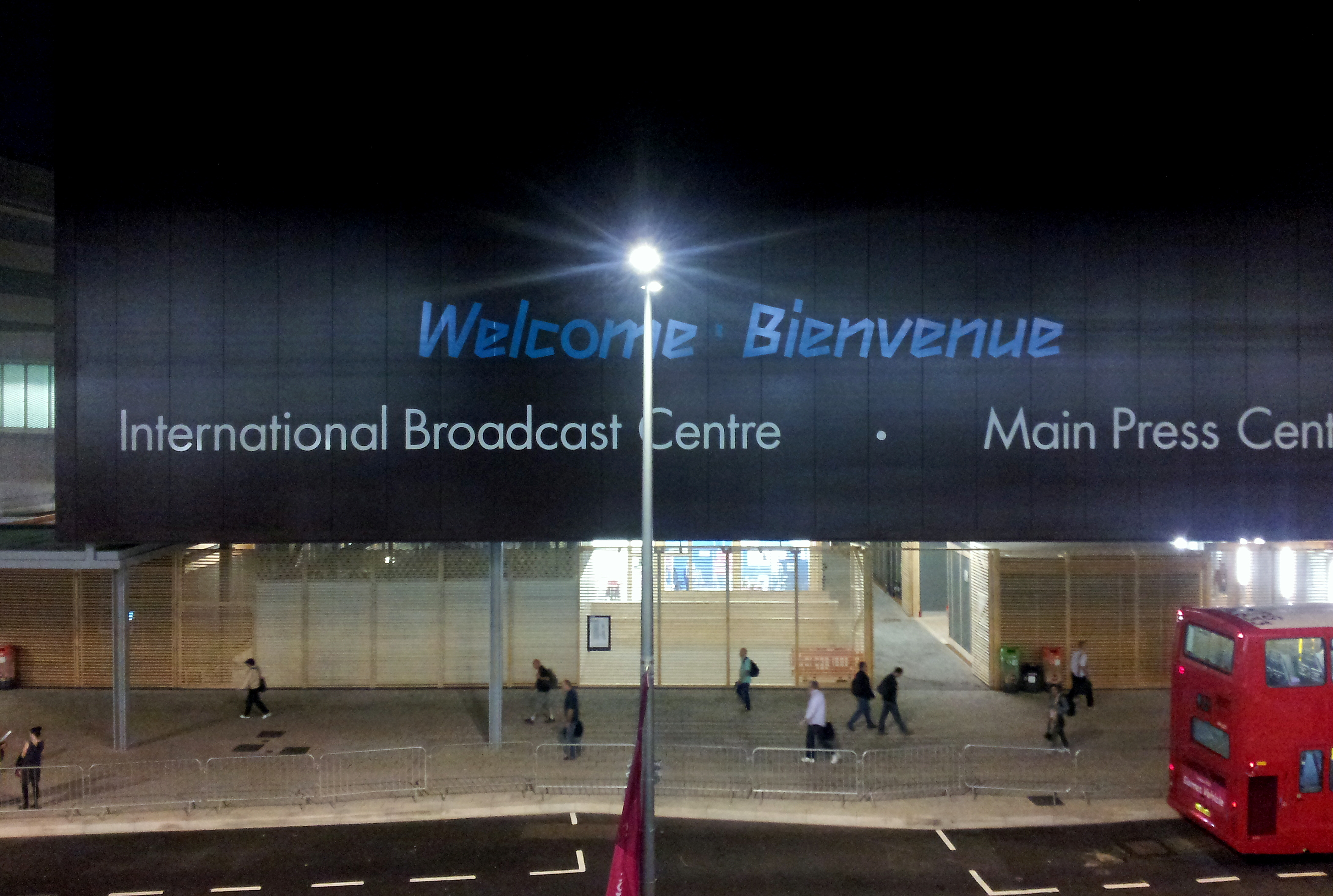
International Broadcast Centre, em Londres 2012 Jogos Olímpicos de Verão

O International Broadcast Center - IBC (em português, Centro Internacional de Transmissão - CIT) é um espaço temporário destinado às emissoras de rádio e televisão que possuem direitos de transmissão de um determinado evento esportivo, como Jogos Olímpicos de Verão e Inverno, Paralímpiadas, Jogos Pan-Americanos, Copa do Mundo, etc. Cada emissora de rádio e televisão tem uma sala no IBC, que contém um switcher que mostra as imagens que são retransmitidas para o mundo inteiro e um espaço para o pessoal da redação, produção e do arquivo. A entrada normalmente possui um detector de metais e quem entra deve passar por uma revista repetitiva e obrigatória. Possui também um controle-mestre, por onde passam as imagens que são exibidas para vários países. 
Também tem médicos de plantão, farmácia, restaurante, quartos para os jornalistas e produtores descansarem. Funciona 24 horas por dia, 7 dias por semana durante todo o evento. Geralmente, o IBC é abrigado em fábricas abandonadas, aeroportos desativados ou centros de convenções. Na Copa do Mundo 2006, por exemplo, o IBC ficou em duas cidades, Munique (onde um dos aeroportos de Munique foi desativado) e Berlim. Nos Jogos Pan-Americanos de 2007, o IBC foi instalado no pavilhão 1 do Riocentro, mesmo local onde abrigou 15 modalidades esportivas.